# Petrocart
Petrocart este o companie producătoare de hârtie și carton din România.
Principalul acționar al firmei este asociația Petroact, care deține un pachet de 43,47% din titluri, în timp ce SIF Banat-Crișana controlează 28,54%.
Cifra de afaceri în 2005: 21,7 milioane lei